# 暦要項
暦要項（れきようこう）は、日本の国立天文台で計算した、特定の年の暦をまとめたもの。

## 歴史
1954年（昭和29年）、当時の東京天文台（現国立天文台）が翌1955年の内容を公示したのが最初である。1962年公示の1963年版までは毎年6月第1平日付の官報に掲載されていたが、1963年公示の1964年版以降は官報掲載日が2月第1平日付に変更された。

## 概要
日本の公式暦として位置付けられ、「国民の祝日に関する法律」で具体的に月日が明記されない国民の祝日のうち、「春分の日」と「秋分の日」の日付は、前年2月に官報に掲載された暦要項により確定する。
主な中身は、国民の祝日、日曜表、二十四節気および雑節、朔弦望、東京の日出入、日食および月食、水星・金星の日面経過等で構成されている。二十四節気、土用、入梅、半夏生の時刻は、太陽の視黄経により定義されていることから、定気法を採用している。
暦要項における「東京」は、東京都港区麻布台二丁目18番1で、現在は日本経緯度原点が設置されている。また、日本で観測できる日食および月食、水星・金星の日面経過では、全国主要都市における予報値を掲載しているが、「札幌」は札幌市立天文台20cm赤道儀、「仙台」は東北大学構内子午儀、「京都」は花山天文台45cm赤道儀、「福岡」は九州大学農業気象教室屋上観測ドーム跡、「那覇」は那覇市弁ヶ岳の位置で計算している。
国立天文台で暦要項を所管しているのは、暦計算室（れきけいさんしつ）である。同室は、天文情報センター配下の組織であり、国際的に採用されている基準暦に基づき、太陽・月・惑星の視位置を始め、諸暦象事項を推算し、国立天文台の設置目的の一つである「暦書の編製」として暦象年表（れきしょうねんぴょう）を発行している（国立天文台#国家事業参照）。また、この関連で、暦要項や理科年表の暦部も同室が主に編纂している。

### 基準暦の変遷
- 昭和35年版（1960年版） - 昭和55年版（1980年版） : The Astronomical Ephemeris（英暦）
- 昭和60年版（1985年版） - 平成14年版（2002年版） : DE200（英語版）[2]
- 平成15年版（2003年版） - 平成27年版（2015年版） : DE405（英語版）[2][3]

- 平成28年版（2016年版） - : DE430（英語版）[2]